# Eurolot
Eurolot.com, in precedenza chiamata EuroLOT, era una compagnia aerea regionale con sede a Varsavia, in Polonia.

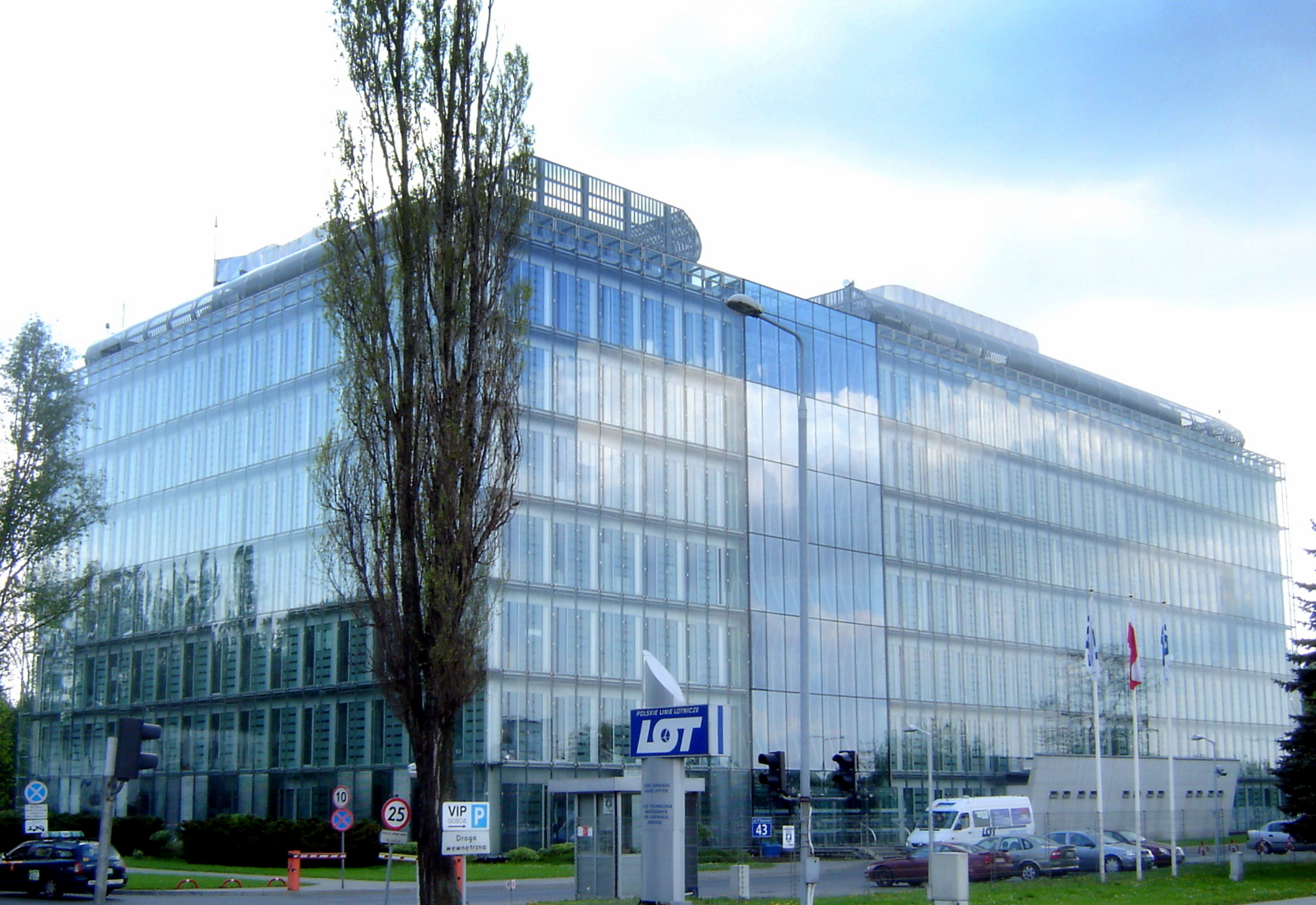
La sede di Eurolot.com a Varsavia

Prima di essere privatizzata, era una consociata della LOT Polish Airlines, di cui l'azionista di maggioranza era il Dipartimento del Tesoro Polacco.
Aveva come basi gli aeroporti di Varsavia-Chopin, Cracovia e di Danzica.

## Storia
EuroLOT è stata fondata come sussidiaria regionale della LOT Polish Airlines il 19 dicembre 1996 ed ha iniziato ad operare il 1º luglio 1997.
EuroLOT iniziò ad operare con velivoli turboelica ATR 42-300 e ATR 72-202 sia di proprietà che in leasing.
Tra il 1998 e il 2000 EuroLOT ha operato anche con due BAe Jetstream 31.
La strategia di EuroLOT si è concentrata sulla costruzione di una rete di voli nazionali e regionali.
Nel 2002 EuroLOT ha iniziato a modernizzare la propria flotta, sostituendo gli ATR42-300 con i nuovi ATR 42-500.
A marzo 2007 aveva 278 dipendenti.
Nel corso del 2011, il Dipartimento del Tesoro Polacco, ha acquistato le quote di maggioranza (62,1%) della EuroLOT, rinnovando il marchio come Eurolot.com e iniziando un piano di espansione sul mercato nazionale, pur continuando ad operare come vettore regionale per la LOT Polish Airlines, che ne detiene il 37,9% delle azioni.
Nel 2012 la compagnia ha iniziato un nuovo piano di ammodernamento della flotta, ordinando i velivoli Bombardier Q400.
A causa di problemi finanziari, la compagnia ha cessato l'operatività il 31 marzo 2015; LOT Polish Airlines ha rilevato alcune rotte e rilocato parte della flotta.

## Flotta

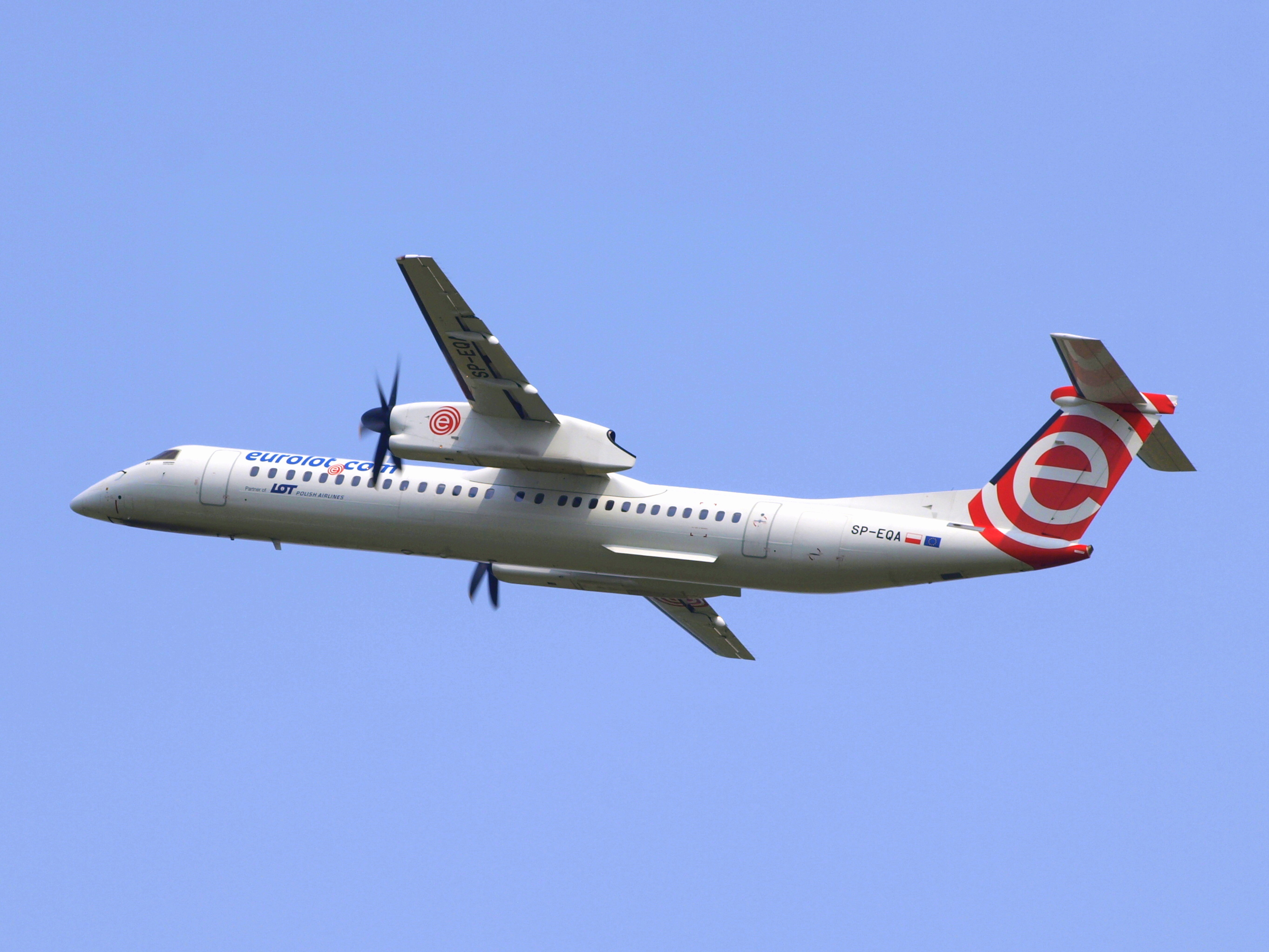
Un Bombardier Q400 della compagnia

Nel dicembre 2013, la flotta della compagnia aerea era composta da:

### Flotta storica
| Aereo                  | Introdotto | Ritirato | Note |
| ---------------------- | ---------- | -------- | ---- |
| ATR 42-300             | 1998       | 2002     |      |
| ATR 42-500             | 2002       | 2013     |      |
| ATR 72-500             | 2001       | —        |      |
| BAe Jetstream 31       | 1998       | 2000     |      |
| Bombardier Dash 8-Q400 | 2012       | —        |      |